# Cartel de Texis
O Cartel de Texis é uma organização criminosa fundada em El Salvador pelo empresário e ex-presidente da Seleção Salvadorenha de Futebol Adán Salazar Umaña, fazendo parte de grupos narcotraficantes salvadorenhos como Los Perrones, afirma-se que a atividade do grupo teria iniciado no final da década de 1980, embora se estime que estas atividades tenham começado na década de 1990. No entanto, foi somente no final de 2000 que o governo de Francisco Flores Pérez passou a prestar atenção a este grupo como outras organizações criminosas do país, como a Mara Salvatrucha e a Mara Barrio 18, e tomar medidas contra elas. O Cartel de Texis tem se dedicado a operações de drogas e possui vínculos com outras organizações narcotraficantes, como os cartéis mexicanos e colombianos, considerados grandes especialistas em negociações e transporte de drogas. Apesar da prisão de Umaña, e outros grupos financiadores como Juan Umana Samayoa e Roberto Herrera, a organização criminosa ainda encontra-se ativa e nunca foi desmantelada, sendo controlada por vários pequenos líderes conhecidos como cabecillas.

## História
Foi fundado por Adán Salazar Umaña, um renomado e bem-sucedido empresário que também se destacou pela construção em terrenos comerciais, incluindo áreas residenciais como hotéis e empresas na capital ou entre outras grandes cidades do país. Umaña foi eleito presidente do futebol salvadorenho e se tornou uma das pessoas de maior sucesso em El Salvador em assuntos relacionados à indústria, entre outras coisas. Devido ao seu grande êxito empresarial, segundo fontes, Umaña obteve os benefícios da lavagem de dinheiro por parte dos narcotraficantes. Umaña foi apelidado de “Chepe Diablo”. 

## Atividades
Durante as negociações secretas, o grupo era formado por empresários. Os afiliados transportaram drogas através de países próximos, como Honduras, em direção à fronteira El Salvador–Honduras e a fronteira El Salvador–Guatemala onde eram realizadas reuniões com outros grupos de narcotraficantes.